# Кингисеппский
Кингисе́ппский — посёлок в Кингисеппском районе Ленинградской области. Административный центр Большелуцкого сельского поселения.

## История
В 1974 году между деревнями Падога и Новопятницкое был построен новый посёлок. Решением Леноблисполкома от 18 декабря 1974 года № 468 он был назван — «Кингисеппский».
По данным 1990 года посёлок Кингисеппский являлся административным центром Большелуцкого сельсовета, в который входили 12 населённых пунктов общей численностью населения 3901 человек. В самом посёлке проживали 2329 человек.
В 1997 году в посёлке Кингисеппский Большелуцкой волости проживали 2349 человек, посёлок являлся административным центром волости, в 2002 году — 2092 человека (русские — 90 %), в 2007 году — 2224 человека.

## География
Посёлок расположен в центральной части района близ автодороги А180 (E 20) (Санкт-Петербург — Ивангород — граница с Эстонией) «Нарва».
Посёлок находится на левом берегу реки Луга к северу от города Кингисепп.

## Демография
| 2007 | 2010  | 2017  | 2021  |
| ---- | ----- | ----- | ----- |
| 2224 | ↘2076 | ↗2130 | ↗5179 |

### Национальный состав
Согласно данным Всероссийской переписи населения 2021 года в посёлке проживали 5179 человек, из них:
 русские — 2585, узбеки — 1350, таджики — 128, киргизы — 121, белорусы — 76, азербайджанцы — 34, буряты — 29, украинцы — 23, сербы — 17, татары — 15, башкиры — 10, чуваши — 9, туркмены — 8, армяне — 7, чеченцы — 6, турки — 4, ижорцы — 3, литовцы — 3, мордва — 3, калмыки — 2, марийцы — 2, молдаване — 2, поляки — 2, греки — 1, даргинцы — 1, карачаевцы — 1, карелы — 1, осетины — 1, удмурты — 1, другие национальности — 15 человек, остальные национальность не указали.

## Улицы
Пятый переулок, Радужная, Третий переулок.